# Рольцберг, Александр Густавович
Александр Густавович Рольцберг (1801—1868) — барон, генерал-лейтенант, Одесский комендант.

## Биография
Александр Рольцберг родился в 1801 году. В военную службу вступил в 1815 году в Дворянский полк, где был зачислен в кавалерийский эскадрон. В 1820 году выпущен прапорщиком в 13-ю конно-артиллерийскую роту.
В 1829 году был зачислен в Гвардейскую конную артиллерию, в рядах которой принял участие в подавлении Польского восстания 1831 года; принимал участие в сражении при Остроленке и штурме Варшавы. В 1834 году был произведён в капитаны.
Произведённый в 1836 году в полковники Рольцберг был назначен старшим адъютантом в штаб управления генерал-фельдцейхмейстера и через год получил в командование 1-ю конно-артиллерийскую бригаду. 6 декабря 1841 года он за беспорочную выслугу 25 лет в офицерских чинах был награждён орденом св. Георгия 4-й степени (№ 6410 по кавалерскому списку Григоровича — Степанова).
В 1845 году А. Рольцберг был назначен начальником 1, 2, 3 и 4-го кавалерийских округов Украинских военных поселений и в 1846 году был произведён в генерал-майоры. С 1848 по 1854 год он был начальником штаба 1-го резервного кавалерийского корпуса.
С началом Восточной войны Рольцберг был назначен комендантом Одессы и блестяще проявил себя во время отражения бомбардировки города англо-французским флотом — благодаря его распорядительности множество военных припасов было своевременно эвакуировано и спасено от уничтожения, а обустроенные им береговые батареи смогли оказать существенное сопротивление союзникам. За отличие в 1856 году был произведён в генерал-лейтенанты (в день коронации императора Александра II).
В последние годы жизни он состоял по армейской кавалерии и в запасных войсках.
Барон Александр Густавович Рольцберг скончался в городе Одессе 21 ноября 1868 года.